# Carex thibetica
Carex thibetica är en halvgräsart som beskrevs av Adrien René Franchet. Carex thibetica ingår i släktet starrar, och familjen halvgräs.

## Underarter
Arten delas in i följande underarter:
- C. t. minor
- C. t. pauciflora
- C. t. thibetica